# Seabelo Senatla
Seabelo Mohanoe Senatla (10 de fevereiro de 1993) é um jogador de rugby sevens sul-africano, medalhista olímpico

## Carreira
Seabelo Senatla integrou o elenco da Seleção Sul-Africana de Rugbi de Sevens, na Rio 2016, conquistando a medalha de bronze.